# Ingerana reticulata
Ingerana reticulata és una espècie de granota que viu a la Xina i, possiblement també, a l'Índia.